# الصفيحة الأناضولية

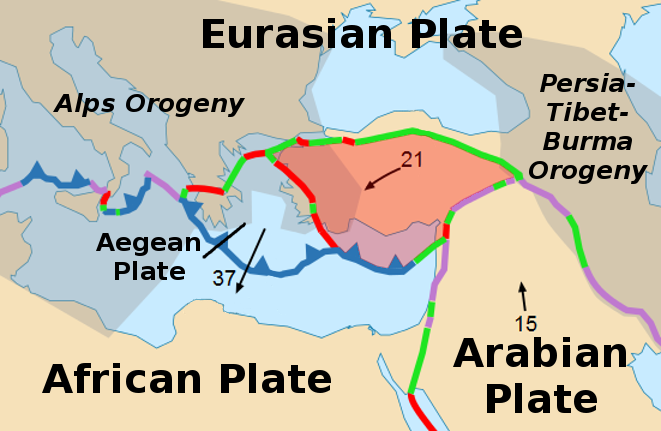

الصفيحة الأناضولية أو الصفيحة التركية  هي صفيحة تكتونية قارية تضم معظم شبه جزيرة الأناضول (آسيا الصغرى) و( تركيا).
إلى الشرق، يشكل فالق شرق الأناضول، وهو فالق تحويلي جانبي يساري، حدودًا مع الصفيحة العربية. إلى الجنوب والجنوب الغربي هناك حدود متقاربة مع الصفيحة الأفريقية. يتجلى هذا التقارب في السمات الانضغاطية داخل القشرة المحيطية تحت البحر الأبيض المتوسط وكذلك داخل القشرة القارية للأناضول نفسها، وأيضًا من خلال المناطق التي تعتبر عمومًا مناطق اندماج على طول الأقواس الهيلينية والقبرصية.

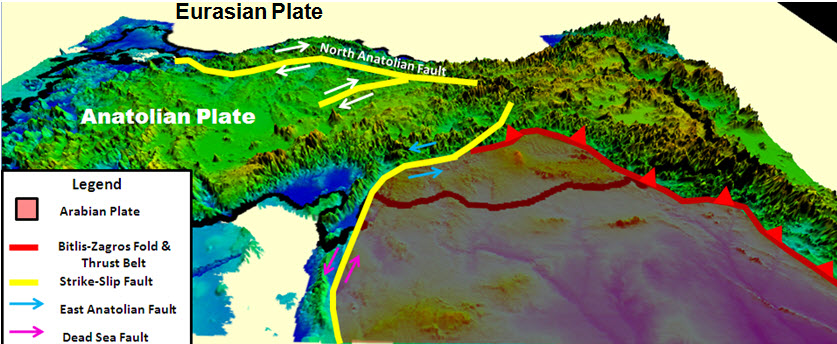
الصفيحة الأوراسية والأناضولية

الحافة الشمالية هي فالق تحويلي مع الصفيحة الأوراسية، وتشكل منطقة فالق شمال الأناضول.
تشير الأبحاث إلى أن الصفيحة الأناضولية تدور بعكس اتجاه عقارب الساعة حيث تُدفع غربًا بواسطة الصفيحة العربية، معيقةً أي حركة شمالية من الصفيحة الأوراسية.  في بعض المراجع، يشار إلى الصفيحة الأناضولية على أنها «كتلة» من القشرة القارية التي لا تزال مقرونة بالصفيحة الأوراسية. لكن دراسات فالق شمال الأناضول تشير إلى أن الأناضولية تنفصل عن الصفيحة الأوراسية. تضغط الصفيحة العربية عليها الآن من الشرق وتجبرها على الحركة في اتجاه الغرب حيث أن الصفيحة الأوراسية في الشمال تمنع الحركة في هذا الاتجاه. تندس الصفيحة الإفريقية تحت صفيحة الأناضول على طول قبرص والأقواس اليونانية في البحر الأبيض المتوسط.